# Ungelstetten

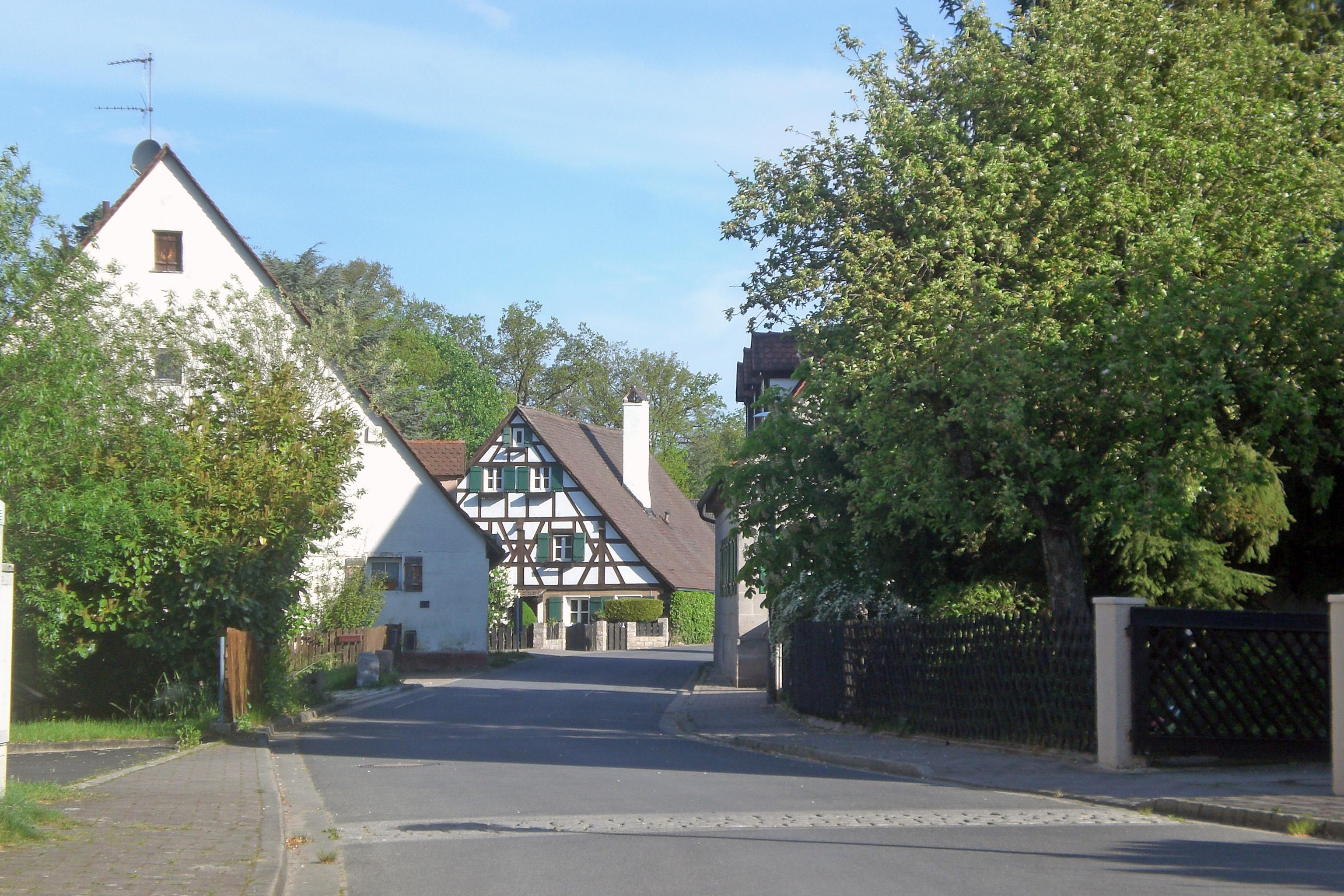
Ortsbild von Ungelstetten (2024)

Ungelstetten ist ein Gemeindeteil der Gemeinde Winkelhaid im Landkreis Nürnberger Land  (Mittelfranken, Bayern). Ungelstetten liegt in der Gemarkung Winkelhaid.

## Geografie
Das Dorf befindet sich etwa zweieinhalb Kilometer nördlich des Ortszentrums von Winkelhaid, nördlich der BAB 6 und östlich der Bundesautobahn 3. Die Kreisstraße LAU 13/N 5 führt nach Fischbach (7,5 km westlich) bzw. nach Röthenbach bei Altdorf (3 km südöstlich).

## Geschichte
Der Ortsname Ungelstetten wird gedeutet als Stätte des Uncolos (Ungolds-Stätte). Vermutlich ist Ungelstetten um die Siedlung eines Zeidlerhofes entstanden, ebenso wie wohl auch Winkelhaid und Penzenhofen. Ungelstetten war eines der etwa 50 ehemaligen Zeidelgüter, die sich im Lorenzer Teil des Nürnberger Reichswaldes befanden. Bis 1792 gehörte es zum Landgebiet der Reichsstadt Nürnberg und wurde bis dahin durch das Waldamt Laurenzi verwaltet.
Mit dem Gemeindeedikt (frühes 19. Jahrhundert) wurde Ungelstetten dem Steuerdistrikt Penzenhofen und der Ruralgemeinde Winkelhaid zugeordnet.
Der bayerische König Max II. besuchte Ungelstetten im Jahr 1858, als er sich bei einer Jagd auf Auerhähne im Forsthaus des Ortes aufhielt.

## Wirtschaft und Gewerbe
In Ungelstetten befindet sich keine Industrie. Neben einigen Bauernhöfen gibt es einen Holzhandel, ein Gasthaus und ein Tagescafé.

## Baudenkmäler
Im Ortskern befinden sich einige sehenswerte Gebäude, die auch als Baudenkmal ausgewiesen sind.

### Sehenswertes in der Natur

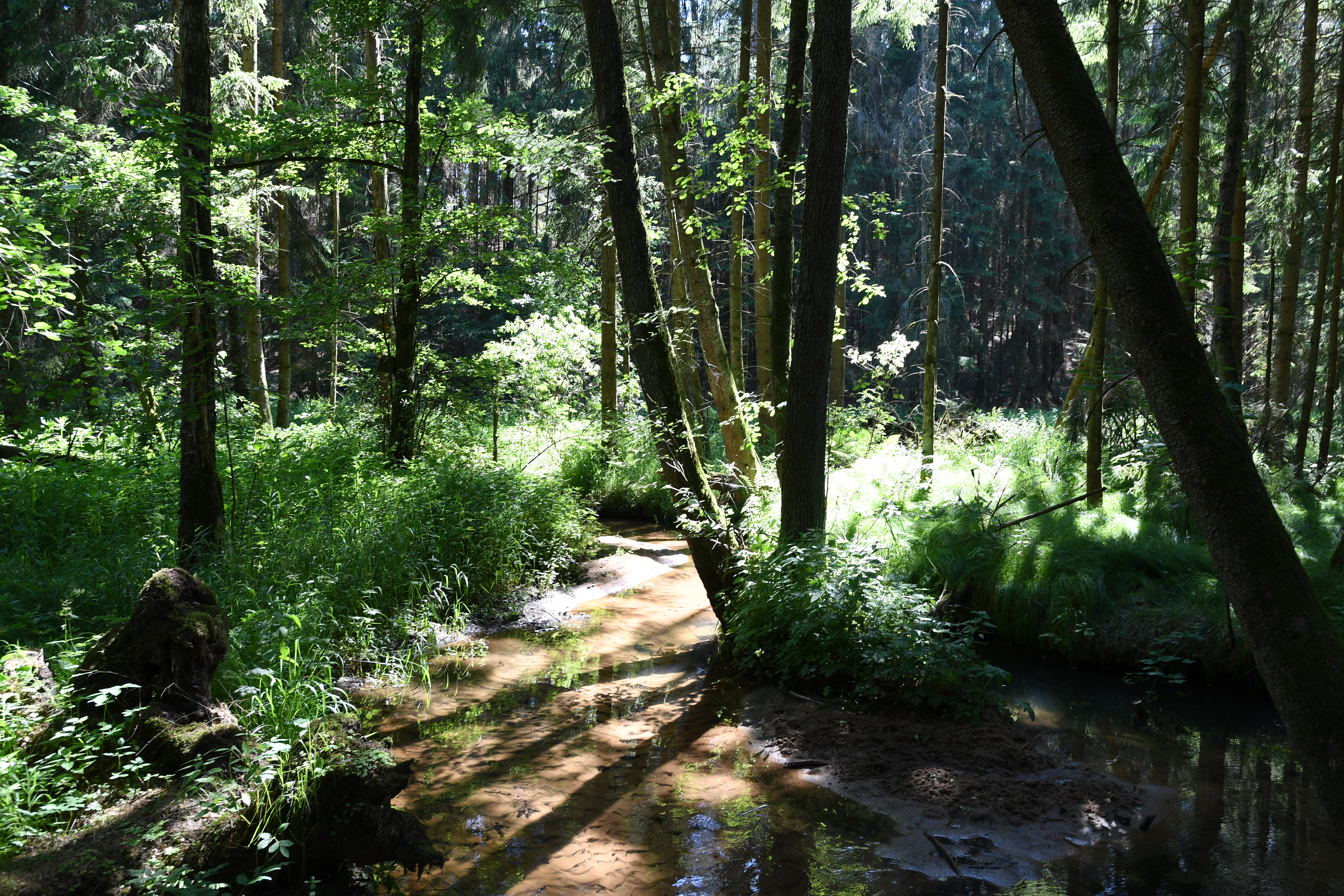
Der gewundene Röthenbach nahe der Weiherkette von Ungelstetten

Nahe Ungelstetten fließt der Röthenbach durch die Röthenbachklamm. Dieser Abschnitt ist eines der schönsten Täler im Nürnberger Reichswald. Nahe dem Röthenbach, etwa einen halben Kilometer nordwestlich von Ungelstetten befinden sich die sichtbaren Reste des mittelalterlichen Bauvorhabens Gefütterter Graben. Zwischen Ungelstetten und Moosbach befindet sich die kleine Schichtquelle Kalter Brunnen, das Zimmermannskreuz und die Holzsäule Rote Marter.

## Persönlichkeiten
- Wilhelm von Staudt (1825–1917), bayerischer General der Infanterie